# Thermopsis turkestanica
Thermopsis turkestanica là một loài thực vật có hoa trong họ Đậu. Loài này được Gand. miêu tả khoa học đầu tiên.